# 利夫贝尔泽站
利夫贝尔泽站是图库姆斯-叶尔加瓦铁路线上的一个火车站，车站建于1904年，附近的居民点是利夫贝尔泽村。